# Bataille de Hostomel
Pour un article plus général, voir Offensive de Kiev.
Ne doit pas être confondu avec Bataille de l'aéroport de Hostomel.
Invasion de l'Ukraine par la Russie de 2022
Batailles
Offensive de Kiev (Jytomyr, Kiev) : 
- 1re Hostomel
- Tchernobyl
- Ivankiv
- Kiev
- 2e Hostomel
- Vassylkiv
- Boutcha
- Irpin
  - Bombardement de réfugiés
- Jytomyr
- Mochtchoun
- Makariv
- Brovary

Offensive du Nord (Tchernihiv, Soumy) :
- Hloukhiv
- Slavoutytch
- Bombardements
- Soumy
- Trostianets
- Tchernihiv
- Okhtyrka
- Lebedyn
- Konotop
- Romny
- Desna
- Escarmouches frontalières

Russie  (Briansk, Belgorod) :
- Incursions en Russie occidentale
  - Oblast de Briansk
  - Oblasts de Belgorod et de Koursk
    - Incursions de 2024

  - Bombardement de Belgorod
- Oblast de Koursk (août 2024)

Campagne de l'Est (Donetsk, Louhansk, Kharkiv)
Kharkiv :
- 1re Kharkiv
  - Tchouhouïv
  - Bombardements : en février
  - en mars
  - en avril
  - du bâtiment administratif
- Izioum
- 2e Kharkiv
  - Balaklia
  - 1re Koupiansk
  - Chevtchenkove
- 3e Kharkiv

Nord du Donbass:
- Starobilsk
- Sloviansk
  - Dovhenke
  - 1re Lyman
  - Sviatohirsk
  - Bohorodychne et Krasnopillia
  - Bombardements : Bilohorivka
  - Kramatorsk
- Sievierodonetsk
  - Kreminna
  - Donets
  - Roubijné
  - Popasna
  - Tochkivka
  - Massacre
- Lyssytchansk
- 2e Kharkiv
  - Balaklia
  - 1re Koupiansk
  - Chevtchenkove
  - 2e Lyman
- Oblast de Louhansk
  - Ligne Svatove-Kreminna
  - Serebryansky
  - 2e Koupiansk

 Centre du Donbass:
- Horlivka
- Popasna
- Svitlodarsk
- Bakhmout
  - Soledar
- Siversk
- Tchassiv Iar
- Toretsk

Sud du Donbass :
- Volnovakha
- Marioupol
  - Bombardements : de l'hôpital
  - du théâtre
  - de l'école d'art
- Pisky
- Vouhledar
  - Pavlivka
- Marïnka
- Contre-offensive de 2023
- Avdiïvka
- Novomykhaïlivka
- Pokrovsk
  - Krasnohorivka
  - Toretsk
- Bombardements :
- Makiïvka
- Donetsk

Campagne du Sud (Mykolaïv, Kherson, Zaporijjia)
- 1re Kherson
- Odessa
- Melitopol
- Mykolaïv
  - Bombardements : à fragmentation
  - du bâtiment administratif
- 1re Berdiansk
- Zaporijjia
- Tchornobaïvka
- Enerhodar
- Voznessensk
- Houliaïpole
- Davydiv Brid
- 2e Berdiansk
- Nova Kakhovka
- 2e Kherson
  - Doudtchany
- Dniepr
- Tchoulakivka
- Contre-offensive de 2023
  - Robotyne

Frappes aériennes dans l'Ouest et le Centre de l'Ukraine
- Lviv (02/2022)
- Vinnytsia (03/2022)
- Yavoriv (03/2022)
- Deliatyne (03/2022)
- Dnipro

Guerre navale
- Île des Serpents (02/2022)
- Moskva (04/2022)

Attaques en Crimée
- Novofedorivka (08/2022)
- Djankoï (08/2022)
- Pont de Crimée (10/2022)
- Base navale de Sébastopol (10/2022)
- Pont de Crimée (07/2023)
- Base navale de Sébastopol (09/2023)

Débordement
- Aéroport de Millerovo
- Sabotages en Russie
- Attaques en Transnistrie
- Sabotage des gazoducs Nord Stream
- Terrain d'entraînement militaire de Soloti
- Explosions en Pologne
- Bases aériennes de Dyagilevo et Engels-2
- Base aérienne de Minsk-Matchoulichtchi
- Crise russo-moldave de 2023
  - Accusations de tentative de coup d'État en Moldavie
- Incident de drone de 2023 en mer Noire
- Rébellion du groupe Wagner

Massacres
- Tchernihiv
- Boutcha
- Borodianka
- Olenivka
- Izioum

La bataille de Hostomel est une bataille s'étant déroulée du 25 février 2022 au 31 mars 2022 entre les forces armées russes et ukrainiennes lors de l'invasion russe de l'Ukraine en 2022, pour le contrôle de la ville de Hostomel. Dans le cadre de l'offensive de Kiev, les forces russes ont cherché à contrôler Hostomel, Boutcha et Irpin afin d'encercler et d'assiéger la capitale ukrainienne Kiev de l'ouest,.
En raison de l'intensité de l'offensive de Kiev, l'Administration de l'État de l'oblast de Kiev décrit Hostomel, comme Irpin, Boutcha, l'autoroute M06 et Vychhorod comme étant les plus dangereux endroits dans l'oblast de Kiev.

## Prélude
Selon un article du Washington Post publié en août 2022, le directeur de la Central Intelligence Agency, William Joseph Burns, déclare au président ukrainien Volodymyr Zelensky le 12 janvier 2022 que l'invasion russe commencerait par une attaque contre l'aéroport de Hostomel. Selon Burns, la bataille de Kiev débuterait à Hostomel, dont les pistes accueillent des avions de transport militaire lourds pouvant transporter de nombreux soldats russes,.
Le 24 février 2022, les forces aéroportées russes sont arrivées par hélicoptère et ont combattu les forces ukrainiennes pour le contrôle de l'aéroport de Hostomel. Les forces ukrainiennes ont d'abord expulsé les troupes aéroportées russes de l'aéroport, mais ont rapidement été engagées par des renforts russes. Le 25 février 2022, les forces russes ont repris l'aéroport de Hostomel aux Ukrainiens. En conséquence, la bataille s'est déplacée de l'aéroport vers la ville voisine alors que les forces russes commençaient à prendre pied à Hostomel et à accélérer leur avance,.

## Forces en présence

### Russie
Forces aéroportées russes
- 31e brigade d'assaut aérien de la Garde[9]

 Garde nationale
- 34e brigade opérationnelle[10]
- 46e brigade opérationnelle
  -  141e régiment motorisé spécial[11]
  -  249e bataillon motorisé spécial "sud"[12]
- ODON
  -  604e unité de forces spéciales "Vityaz"[13],[14]
- OMON
  - OMON de Touva[15]
  - OMON de Novokouznetsk "Rubizh"[16]

### Ukraine
Forces armées ukrainiennes :
- Forces d'opérations spéciales
  -  3e régiment des forces spéciales [17]
  -  140e centre d'opérations spéciales[18]

 Service de sécurité (SBU) :
- Groupe Alpha [19]

 Direction Général du renseignement (GUR) :
- 10e unité spéciale [20]

## Déroulement

### Premiers affrontements
Après la bataille de l'aéroport, les forces ukrainiennes et russes ont commencé à s'engager dans et autour de Hostomel. Des vidéos publiées sur les réseaux sociaux montraient une colonne de chars russes en feu à la périphérie de la ville et des Mi-24 ukrainiens tirant des roquettes sur des positions russes au-dessus d'une zone résidentielle. Les Kadyrovites (le 141e régiment motorisé de la Garde nationale de Russie) se seraient déplacés vers la périphérie de la ville ou vers l'aéroport en vue d'assassiner le Président Zelensky. Le service de sécurité d'Ukraine (SBU) a rapporté que le convoi kadyrovite se composait de plus de 250 pièces d'équipement et de plus de 1 500 des « meilleurs combattants de la République tchétchène ». Les services de renseignement ukrainiens ont déclaré avoir reçu ces rapports d'éléments du FSB qui s'opposent à l'invasion,. Ailleurs, des drones ukrainiens ont repéré deux endroits près de Hostomel où les combattants tchétchènes se rassemblaient. La Garde nationale ukrainienne et le Groupe Alpha ont ensuite attaqué ces endroits, détruisant une colonne de véhicules blindés russes lors du déroulement. Selon des responsables ukrainiens, le major général Magomed Touchaïev, un Tchétchène et chef du 141e régiment motorisé, a été tué au cours de l'attaque,,,,. Les forces ukrainiennes ont signalé que les Kadyrovites avaient subi de lourdes pertes à la suite de ces attaques,.
Les habitants d'Hostomel ont rapporté que les frappes aériennes et les bombardements constants des forces russes les ont privés d'eau, de nourriture, d'électricité et de médicaments. Les bombardements incessants ont également empêché les habitants de recevoir de l'aide humanitaire, d'évacuer la ville ou même de retirer les cadavres des rues. Des Kadyrovites auraient opéré plus près de l'aéroport de Hostomel et volaient des résidents, tandis que les soldats russes pressaient leur avance vers Hostomel. Des témoins oculaires ont rapporté que des soldats russes tiraient sur une ambulance.
Le 3 mars 2022, les forces ukrainiennes ont engagé les forces russes dans des combats urbains à l'intérieur de Hostomel,. La Direction générale du renseignement du ministère ukrainien de la Défense (GUR MO) a rapporté que les forces spéciales sous leur commandement et la résistance locale ont détruit 20 véhicules BMD russes (probablement BMD-3 et/ou BMD-4) à Hostomel. Dix des BMD ont été détruits à 18:30 près de l'usine de verre de la ville,,,,. Les forces russes ont finalement été repoussées de la ville. Une vidéo publiée sur les réseaux sociaux décrivant les conséquences de la bataille urbaine montrait des véhicules russes détruits et abandonnés et des soldats russes morts étendus dans les rues,. Un tireur d'élite ukrainien a tué le major général Andreï Soukhovetski soit à Hostomel, soit à l'aéroport de Hostomel. Il était le commandant adjoint de la 41e armée,.
Le 4 mars 2022, les forces ukrainiennes ont engagé une deuxième fois les forces russes dans les rues, détruisant apparemment un BMD et bombardant les forces russes avec des roquettes BM-21 Grad. Ailleurs à Hostomel, les soldats ukrainiens ont vaincu une unité de Kadyrovites, saisissant leurs armes, leur équipement et leur véhicule blindé. Les forces ukrainiennes ont rapporté plus tard avoir repris le contrôle d'Hostomel aux forces russes. Les services de renseignement ukrainiens ont rapporté que la 31e brigade d'assaut aérien russe avait fait au moins 50 morts lors des combats à Hostomel. Des forces spéciales sous le Direction générale du renseignement du ministère de la Défense ukrainien (GUR MO), 3e régiment spécial et des combattants de la résistance locale auraient pris part à la bataille. Des armes, du matériel, du personnel et des documents personnels russes ont été saisis par l'armée ukrainienne, toutes les armes utilisables étant redistribuées à la résistance locale. Le GUR MO a rapporté que les soldats russes décédés ne possédaient aucun document d'identité ; seulement des certificats de vaccination et des carnets médicaux vierges. Le même jour cependant, les forces ukrainiennes ont rapporté que le major Valeriy Chybineyev avait été tué près de l'aéroport de Hostomel,. Les forces russes, apparemment la 31e brigade d'assaut aérien de la garde, sont ensuite revenues à Hostomel et ont occupé un complexe résidentiel, prenant en otage 40 résidents ou plus,,.
Un journaliste nommé Ruslan Vinichenko a détaillé sa captivité de six jours par les forces russes à l'intérieur du sous-sol de l'immeuble. Selon lui, les soldats russes ont rassemblé 60 personnes (dont lui-même) dans le sous-sol et faisaient des actions similaires avec 90 personnes dans un complexe d'appartements voisin, ont confisqué et détruit leurs téléphones, pillé leurs appartements et propagé de fausses informations sur état de la guerre, comme les forces russes capturant Kiev et Odessa. Le seul moment où les résidents étaient autorisés à quitter le sous-sol était pour fumer ou aller chercher de l'eau. Le 10 mars, jour de son évasion, Vinitchenko a déclaré que les soldats russes avaient annoncé qu'ils rassemblaient les habitants pour se rendre en Biélorussie. Il a essayé de convaincre le reste des résidents de s'enfuir avec lui, mais ils étaient trop désemparés pour partir. Vinichenko a attrapé sa petite amie et s'est échappé de la ville après qu'un automobiliste de passage les ait ramassés. Trois soldats russes ont vu ce qu'ils faisaient mais n'ont pas pris la peine de les arrêter.

### Capture de la ville et assaut sur Mochtchoun
Le 6 mars 2022, les forces russes ont capturé Hostomel et empêché les civils d'évacuer la ville,.
Le 7 mars 2022, le maire d'Hostomel, Yuri Pylypko, ainsi que plusieurs autres volontaires, ont été tués par les troupes russes alors qu'ils distribuaient de la nourriture et des médicaments aux habitants. Son corps aurait été piégé par les forces russes. Lorsque le prêtre local est venu chercher son corps, un soldat russe sympathique a empêché le prêtre de s'approcher, a désarmé le piège et a aidé à charger le corps du maire sur une brouette pour qu'il soit transporté. Yuri a été enterré près de l'église locale avec les honneurs. À un moment donné, les forces ukrainiennes ont repris certaines parties d'Hostomel. Les forces russes ont répondu en déployant deux groupes tactiques du bataillon à Hostomel en préparation d'une offensive.
Le 8 mars 2022, les forces ukrainiennes ont repoussé une offensive nocturne russe à Hostomel. Il a été annoncé que les forces ukrainiennes préparaient une évacuation à grande échelle et une livraison d'aide humanitaire aux habitants d'Hostomel.
Le 9 mars 2022, les forces ukrainiennes ont procédé à une évacuation à grande échelle dans l'oblast de Kiev, y compris à Hostomel. Jusqu'à 20 000 civils ont été évacués dans l'oblast de Kiev. L'évacuation s'est poursuivie le lendemain.
Le 11 mars 2022, des habitants rapportent que les forces russes contrôlaient la majeure partie d'Hostomel, ce qui rendait extrêmement difficile pour les civils d'évacuer la ville ou de recevoir de l'aide humanitaire. Le matériel militaire russe a été déplacé vers le centre-ville et les zones résidentielles, tandis que les fournitures russes étaient livrées par hélicoptère. Des témoins oculaires ont également rapporté que des Kadyrovites erraient autour de Hostomel et exécutaient des civils pour des raisons insignifiantes.
Le 12 mars 2022, les bus ont réussi à évacuer la ville.
Le 13 mars 2022, les forces ukrainiennes ont attaqué les forces russes qui tentaient de traverser une rivière près de Hostomel à l'aide d'un pont flottant. Le pont et plusieurs véhicules russes ont été détruits,.
Le 14 mars 2022, Ramzan Kadyrov, chef de la République tchétchène, a affirmé être entré à Hostomel. L'affirmation n'a pas pu être vérifiée au moment de l'annonce, mais a été mise en doute en raison de la diffusion de son annonce par les médias d'État russes. Le conseiller présidentiel Oleksiy Arestovytch a également douté de l'affirmation de Kadyrov en raison des informations selon lesquelles Kadyrov aurait été vu à Grozny la veille de son annonce. Au cours de la journée, deux évacuations civiles ont été effectuées à Hostomel. La première colonne de 10 bus a réussi à évacuer les mères, les enfants, les personnes âgées et les handicapés hors de Hostomel. La deuxième colonne de quatre bus a été bombardée par des mortiers russes. Une femme a été tuée et deux hommes ont été blessés lors de l'attaque,.
Le 16 mars 2022, les forces ukrainiennes ont lancé une contre-offensive contre les forces russes autour de Kiev, y compris Hostomel. Selon Andriy Nebitov, chef de la police de la région de Kiev, les forces ukrainiennes ont pu percer les positions russes après avoir mené des frappes d'artillerie. Il a en outre affirmé que la contre-attaque avait perturbé le plan des forces russes d'attaquer directement Kiev,.

### Retrait des forces russes
Le 1er avril 2022, Oleksandr Pavliouk, le chef de l'administration militaire régionale de Kiev, affirme que les forces russes ont quitté Hostomel.

## Vidéographie
- [vidéo] La bataille qui a fait échouer la guerre éclair de Poutine en Ukraine, Libération, 25 février 2023.